# Гарант (справочно-правовая система)
Гара́нт — справочно-правовая система по законодательству Российской Федерации, разрабатываемая ООО НПП «Гарант-Сервис-Университет», первая массовая коммерческая справочно-правовая система в России (выпускается с 1990 года). Распространяется через дилерскую сеть из более чем 250 компаний в России и СНГ.

## История создания
Прототип системы был разработан в 1990 году научным студенческим отрядом (факультет вычислительной математики и кибернетики МГУ) под руководством Д. В. Першеева для государственной компании «Дальлесспром» и представлял собой компьютерный справочник по Кодексу законов о труде. После реализации проекта разработчики создали на основе прототипа полноценную справочную правовую систему (первоначально включающую менее десятка правовых актов) с регулярным пополнением, первые продажи которой под брендом «Гарант» состоялись в декабре того же года. Первоначально разработку системы осуществляло Научно-производственное объединение «Вычислительная математика и информатика» (НПО «ВМИ»), однако спустя два года часть сотрудников (включая Д. В. Першеева) покинули НПО «ВМИ» и продолжили работу под тем же брендом уже самостоятельно; НПО «ВМИ» в 1992 году создало новый бренд «КонсультантПлюс».

## Информационный банк и варианты комплектации
Система производится в виде информационных блоков — баз данных, сформированных по тематическому принципу. Из информационных блоков формируется комплект, который и является конечным продуктом, предлагаемым заказчику. Еженедельное пополнение максимального комплекта составляет несколько десятков тысяч документов (включая онлайн-архивы судебной практики и муниципальных актов). Система включает все существующие виды правовой информации: акты органов власти федерального, регионального и муниципального уровня, судебную практику, международные договоры, проекты актов органов власти, формы (бухгалтерской, налоговой, статистической отчётности, бланки, типовые договоры), комментарии, словари и справочники. Также представлено законодательство Республики Беларусь.
Помимо информационного наполнения комплекта заказчик также может выбирать вид доступа (от локальной до многопользовательской сетевой версии), способ обновления (с переносных носителей информации или через Интернет), периодичность обновления (от 1 раза в месяц до ежедневной через Интернет), подключение дополнительных сервисов: правового консалтинга, конструктора правовых документов, услуг электронного документооборота и других.
Существует версия на английском языке («Legislation of Russia in English») и некоммерческая версия для студентов, аспирантов и преподавателей «Гарант-Образование»). Совместно с фирмой «1С» выпускается продукт «1С:Гарант Правовая поддержка».

## Функции
Документы, подключаемые в систему, проходят юридическую обработку: корректорскую вычитку для обеспечения их аутентичности, проставление явных и неявных гиперссылок, написание комментариев в тексте и справки к документу, подключение к разделам классификатора и другое. В системе реализованы разнообразные виды поиска и аналитические функции: отображение документов, имеющих редакции, по состоянию на заданную дату в прошлом или будущем («машина времени»); визуальное сравнение редакций документа; поиск похожих по содержанию документов без использования контекстного поиска; построение списка документов, вступающих в силу / утрачивающих силу / претерпевающих изменения в выбранный период (или на дату) в прошлом или будущем, а также обмен мгновенными сообщениями между пользователями сетевой версии со ссылками на документы в системе.

## Программная реализация
Система поставляется в виде инсталляционной, мобильной (работает с флеш-накопителя без инсталляции) и интернет-версий (работает в браузерах). Сетевые инсталляционные версии реализованы на основе клиент-серверной (базовая) и файл-серверной (если сервер находится под управлением операционных систем, отличных от Windows) архитектур. Реализована специальная версия для мобильных устройств (операционные системы iOS и Android), а также интранет-версия. Обновление комплекта в инсталляционной версии производится путём перезаписи базы данных (при способе обновления с переносных носителей) или пакетно (при способе обновления через Интернет). Система сертифицирована на совместимость с Windows XP, Vista, 7, 8, 10, Linux (Astra Linux Common Edition, Astra Linux Special Edition). Реализована интеграция с другими программными продуктами: программами пакетов Microsoft Office (Word, Excel, Outlook) и OpenOffice.org (Writer, Calc), а также браузерами.